# Klaushähnchen

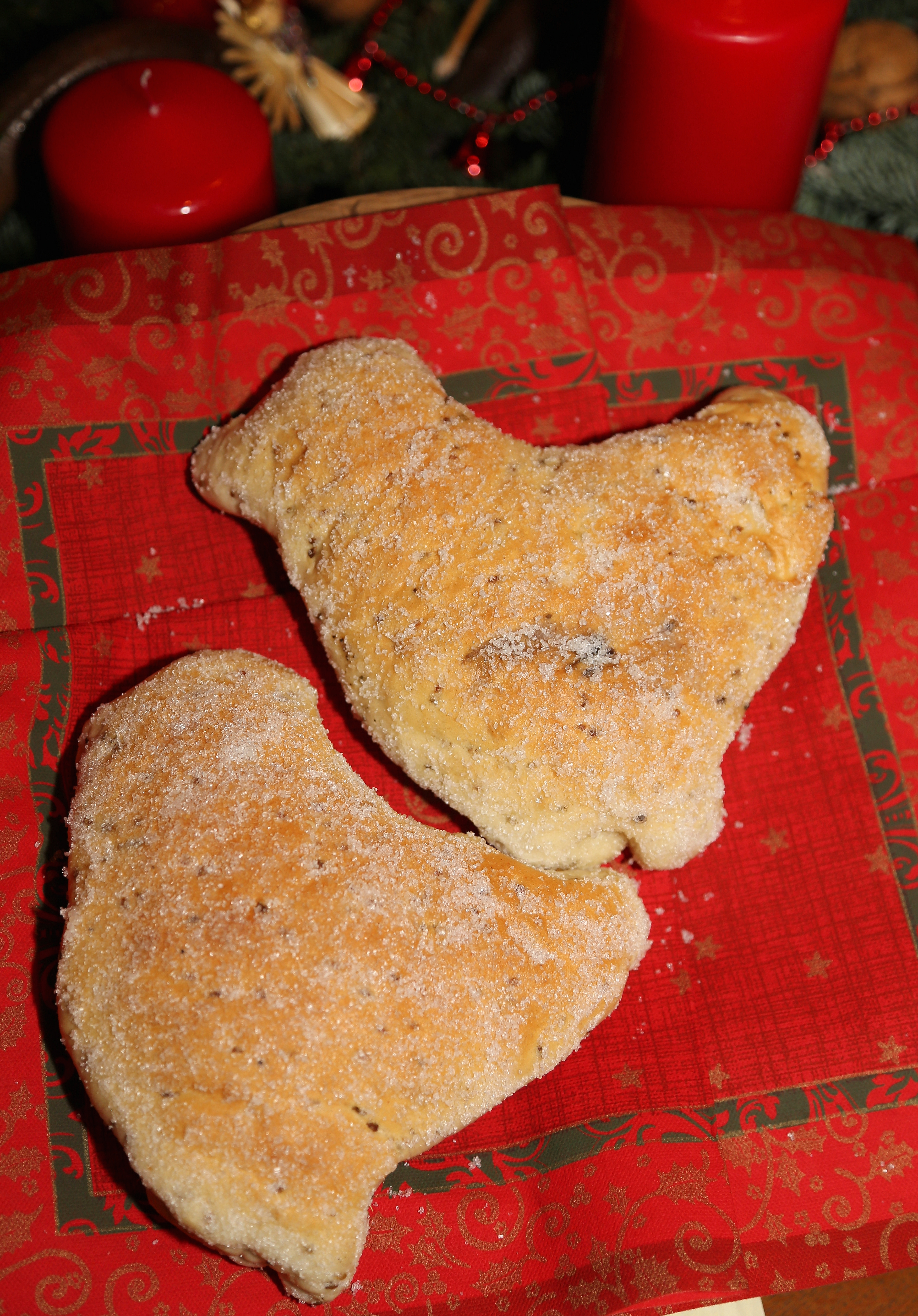
Zwei Klaushähnchen

Klaushähnchen oder Klaus-Hähnchen, plattdeutsch Sunner-Klaus-Hähnken, ist ein regionales und saisonales Gebäck, das im Tecklenburger Land vielerorts traditionell in der Adventszeit hergestellt und verkauft wird. 
Das Festgebäck wird zumeist in Handarbeit aus Hefekuchenteig mit Anis geformt, gebacken und mit Zucker bestreut. Es hat die Form eines Hähnchens und ist etwa 15 Zentimeter lang, 8 Zentimeter hoch und 2 Zentimeter dick. Zu besonderen Anlässen gibt es Klaushähnchen jedoch gelegentlich auch in größeren Dimensionen. Der Name des Gebäcks leitet sich neben der Hähnchenform von Sunner Klaus, der plattdeutschen Bezeichnung für den Nikolaustag, her.
Klaushähnchen werden traditionell vor allem an die Kinder am Nikolaustag und am Martinstag verteilt, in Mettingen zudem zur Eröffnung des jährlichen Weihnachtsmarktes.